# Balthas Bäuerle
Balthas Bäuerle (* 19. April 1842 in Essingen; † 9. Dezember 1891 ebenda) war ein württembergischer Landtagsabgeordneter.

## Leben
Bäuerle war Schultheiß in Essingen. Von 1845 bis 1848 saß er für das Oberamt Aalen im württembergischen Landtag. 1848 verzichtete er darauf, wieder zu kandidieren, da gegen ihn Korruptionsvorwürfe kursierten. Bäuerle führte in Aalen die liberal-konservative Opposition gegen Moriz Mohl an, später unterstütze er diesen jedoch. 1868 verlor er als Kandidat bei der Landtagswahl gegen Mohl.
Bäuerle war verheiratet mit Sophie, geb. Borst.